# أصدقاء الأرض – فرنسا
اتحاد أصدقاء الأرض (فرنسا) هي جمعية لحماية الإنسان والبيئة، وتمثل في فرنسا الحراك العالمي لأصدقاء الأرض. وكان قانون 1901 قد وافق على حماية البيئة على المستوى الوطني، بأمر من وزارة البيئة، باستقلالية عن كل السلط الاقتصادية، السياسية والدينية.
وتضم الجمعية شبكة من ثلاثين مجموعة محلية والمجموعات المرتبطة المستقلة التي تتصرف طبقا للأولويات المحلية وتتابع عدد من الحملات الوطنية والدولية، على أساس التزام مشترك من أجل العدالة الاجتماعية والبيئية.

## تاريخيا
في إطار النقاش الدائر حول الأفكار البيئية، ومنذ نشر الربيع الصامت لراش يل كارسون، ودافيد بروير سنة 1969 غادرت الولايات المتحدة رئاسة نادي سييرا الأمريكي لتأسيس جمعية تهتم بإبراز الأخطار المحيطة بالبيئة مثلا سياسة الطاقة، ومواجهتها. وأسست إذن جمعية جديدة سميت بأصدقاء الأرض، وضمت لجنة الدعم مجموعة من الأسماء اللامعة.
في فرنسا، وضعت جمعية أصدقاء الأرض ترخيصها لدى بلدية باريس بتاريخ 11 يوليوز 1970. ومن بين المؤسسين كان ادوان ماتيوس، محامي أمريكي يقطن بباريس، وألان ايفير، شاعر، كان من بين الأوائل المتصفحين والمراسلين الذين كانت فكرتهم إنشاء أصدقاء الأرض أكبر حركة معرفية للطبيعة. ولكن الأخذ بمعرفة المشاكل الايكولوجية كان قد تم سابقا. وتتكون لجنة الرعاية من جون دورست (طبيعي، ومدير سابق لمتحف أصدقاء الطبيعة)، بيير فورنيي (روائي تحت اسم بيير جاسكار)، والأنثروبولوجي كلود لوفيس ستروس، والبيولوجي كونارد لورنز، والأنثروبولوجي تيودور مونود والبيولوجي جون روستاند.
ويعد أصدقاء الأرض من بين المبادرين المترشحين الايكولوجيين للانتخابات السياسية، خصوصا الرئاسية سنة 1974 مع روني دومون، والذي أصبح فيما بعد الرئيس الشرفي للجمعية. وقد التقينا بمجموعة من النشطاء الذين حددوا اتجاههم منذ فترة، مثل بيير رادين (المدير السابق ل- أديم) أو دومنيك فويوني (الوزير السابق لتهيئة التراب والبيئة).
في سنة 1983، قرر أصدقاء الأرض التركيز على أنشطتهم الجمعوية. وقد غادر الجمعية جزء كبير من النشطاء للمشاركة في تشكيل الخضر، مثل يف جوشي (مجموعة رين)، نائب الرئيس الحالي للتجمع الوطني وبعد ذلك في جيل البيئة، كبريس لالوند (مجموعة باريس) الذي أصبح سنة 1988 وزيرا للبيئة.
ورغم هذا الضعف في موارد النشطاء وأيضا الضعف المادي، نجحت مجموعة من الفرق خصوصا فرقة بيير صامويل وجاي ازنار، في الحفاظ وتطوير الحركة الوطنية لأصدقاء الأرض. وعلى الأقل بقيت بنيتهم غير مركزة بقوة، فالمجموعات المحلية لها استقلالية كبيرة وحافظوا كلهم عل الإرادة في توحيد قوتهم على المستوى الوطني والدولي.

## المنظمة
تتشكل منظمة أصدقاء الأرض من ثلاثة كيانات:
يضم مجلس الاتحاد 12 عضوا منتخبين، من المجموعات المحلية ويتمثل دوره في التطبيق الجيد للقرارات التي اتخذتها الجمعية الاتحادية وقرارات التوجهات الكبرى لحركات الجمعية.مجلس الاتحاد الجديد المنتخب في يونيو 2012 :
- مارتين لابلانت، الرئيس (أصدقاء الأرض ليموزين)
- كريستيان بيردوت (نائب الرئيس (أصدقاء الأرض لاندز)
- بنيديكت بونزي، كاتب الاتحاد (أصدقاء الأرض فوكلوز)
- جيرار اريبري، أمين الصندوق (أصدقاء الأرض سان – مارن)

تتكون المجموعات المحلية من مسيرين متطوعين ونشطاء، والذين يقدمون القليل من أوقاتهم حسب حضورهم لحماية البيئة، ممارسة حقوق الإنسان بمشاركة المواطنين، على المستوى المحلي، الوطني والدولي. كل مجموعة محلية لها استقلال مالي وتختار طريقة عملها وحركتها حسب أولويتها.
يتكون مجلس الاتحاد من فريق: موظفين، متطوعين، نشطاء ومتدربين.الكتابة مكلفة بالسهر على تنفيذ التوجهات المقررة من طرف الجمعية الاتحادية والمجلس الاتحادي.

## موقف أصدقاء الأرض
بالنسبة لأصدقاء الأرض، فان التقاء الأزمة البيئية والاجتماعية تحتم الانتقال إلى شركات مستدامة تسمح بتحقيق الاحتياجات الأولية وحماية المنظومات البيئية.هذه الشركات المبنية على البساطة والإنصاف يجب أن يكونوا هم أيضا لكرامة الإنسان وتحقيق ذاته، فالغناء الحقيقي هو الكائن الإنساني الذي يعيش في محيطه الاجتماعي والروحي وليس لتكديس الممتلكات.

## الأهداف
تهدف المنظمة للعمل على حماية الإنسان والبيئة، يظهر هذا الهدف من خلال ميثاق اتحادي يقول: ميثاق المبادئ الأساسية لأصدقاء الأرض فرنسا5) ويبقى الهدف هو تأسيس عالم فيه:
- تلبية الاحتياجات الإنسانية الأساسية للجميع، دون المساس باحتياجات الأجيال القادمة.
- اقتسام الموارد الطبيعية بعدل، إعطاء الحق لكل فرد في العيش والعمل في بيئة صحية مع واجب احترامها والحفاظ عليها

والحياة بكل أشكالها.
- جميع المواطنين الفاعلين يتشاركون في تشكيل مجتمع قائم على مبادئ الديمقراطية.والقرارات المتعلقة بمستقبلنا ومستقبل أولادنا، خصوصا المتعلقة ببيئتنا وباستهلاكنا للتكنولوجيا التي تشكل خطرا، هذا يجب أن يتم باستشارة مع كل المواطنين على أساس سيادة مبدأ الحيطة والمشاركة.

## خطوات
من خلال المعلومات، التحسيس والتمثيل، والدعوة إلى تعزيز حلول بديلة ومبتكرة لحل المشكلات ونشر معلومات تصل للجميع، موثوقة ودقيقة، وتنظيم مظاهرات غير عنيفة والمشاركة في الهيئات القريبة من الواقع على الأرض. ومن خلال حركة المواطنين ننظم ونحشد ونحمس الجمهور الذي يتفاعل مع أهدافنا من خلال اعتماد أسلوب حياة بما يتفق مع قيمنا، ومن خلال تعبئة الاتحادية، وتطبيق وخلق حركات متحدة مع الجمعيات والنقابات ومختلف الحركات الاجتماعية الأخرى التي تتقاسم

## نفس الأهداف
مجالات النشاط:
- الانتقال البيئي
- الفلاحة، المدينة والتنوع الإحيائي
- العدالة الاقتصادية
- الطاقة والصناعة الاستخراجية
- الأخطار والتكنولوجيا

## الجزء الثاني
حملات:

### مواضيع الحملات
الانتقال الإيكولوجي
- نوع الإنتاج والاستهلاك المستدام

تمت البداية في تنفيذها مند 2011 حول برنامج (كوكب واحد) بمشاركة مركز الموارد المستقل حول التنمية (م م م ت)، الموجه للتحسيس بالتدبير المستدام للموارد الطبيعية مع مراعاة الحدود التي يسمح بها المجال الإيكولوجي. وقد اشتغل أصدقاء الأرض حول هذا البرنامج.
في إطار هذا الموضوع، تم إنجاز تقرير حول «الاستهلاك المتزايد للماء» وأوضح الأخطار المحدقة نتيجة الاستهلاك المرتفع للماء، بسبب حجم الماء المطلوب لإنتاج حاجيات الإنسان (صناعة قميص يحتاج إلى 2700 لتر من الماء)
وتقرير آخر حول «أوروبا، تابعة لأراضي الآخرين» ويهتم باستعمالات الأرض. ويوضح بشكل مهم إن 60% من الأراضي المستغلة لتلبية الحاجيات الأوربية من المنتوجات الفلاحية والغابوية موجودة خارج القارة. وتتمثل في أراضي موجهة للإنتاج الغذائي وإنتاج اللحوم أو الألياف لصناعة النسيج، وكذلك ارتفاع استهلاك الوقود الزراعي.
- الخطوات المبرمجة:

حول تقرير «الخطوات المبرمجة» لسنة 2010، نبه أصدقاء الأرض إلى ضرورة خفض حجم الفضلات المخلفة من طرف فرق الكهرباء والإلكترونيك.فيما يتعلق بالمنتجين، دعت الجمعية إلى تقوية المبيعات الصلبة، وجعلها قابلة للتصليح ودائمة وتمديد مدة الضمانة من 2 إلى 10 سنوات.بالنسبة للمستهلكين تعبر هده المعلومة على المسؤولية وتوضح طبيعة مجتمع القرن 21.وقد شارك أصدقاء الأرض في مجموعة أديم حول حياة المنتوجات.

### الطاقة والمناخ
- النووي: الانتشار

وقد كانت محاربة النووي من بين المعارك التي خاضتها وواجهها أصدقاء الأرض، وفي الواقع كان ذلك عند الإجماع الدولي الأول لمختلف المجموعات برامبوي، وطلبت بوقف اختياري لمصانع الطاقة النووية، حيث ذهب أصدقاء الأرض بواسطة القوارب إلى جزيرة مورو روا لمنع التجارب النووية، في الغلاف الجوي.
منذ 1957 استفادت الجمعية الإلكترونووية من شبه إعفاء من المسؤولية المدنية للمشغلين والمصنعين، ولم تقبل وكالات الـتأمين تحمل المخاطر.وكان الطلب هو إغلاق المحطات النووية فورا، والتخلي على الإلكترونووية في فرنسا خلال خمس سنوات، وقف أي استخدام لليورانيوم المنضب في الأسلحة والمعدات أو المنتجات الاستهلاكية وبالمعنى الحقيقي للخدمة العامة وليس بالمضاربات المالية حول الكهرباء.
- الرمال النفطية، دائما متسخة !

في سياق الاستغلال المفرط لاحتياطي النفط التقليدي، سنة 2001 نددت جمعية أصدقاء الأرض بالشركات التي تستثمر أكثر في مصدر المواد الهيدروكربونية غير التقليدية، مثل الرمال النفطية. وأشارت جمعية أصدقاء الأرض إلى شركة توتال الفرنسية التي تشتغل بالبرتا بكندا كأكبر مستثمر. وتهتم أيضا توتال باستغلال مناجم مدغشقر، وعلى هذا الأساس نشرت الجمعية سنة 2012 تقريرا تحت عنوان «مدغشقر: الدورادوا جديدة للشركات التي تستغل المناجم والبترول»
- الغاز الصخري:

في العقد الأخير عرف هذا النوع تقدما ملحوظا خصوصا في الولايات المتحدة الأمريكية وكندا. وفي فرنسا حصلت كل من سويشباش، جدف، توتال، دوفون سنة 2010 على تراخيص الاستغلال (التصاريح هي: مونتليمار، نانت، فيلنوف دو بيرج) على مساحة تقدر 9672 كلم مربع، في أقسام ادريش، دروم، لوزير، هيرولت، جارد، فوكليس يجري التحقيق في تراخيص أخرى بروفانس وبيكارديس، بالنسبة لأصدقاء الأرض فالشركات المنتجة الغاز الصخري تعرضه على أنه غاز طبيعي، وهي غالبا تستخرج من الأحفور النظيف. وأشارت وكالة حماية البيئة (EPA) في الولايات المتحدة والمديرية العامة للطاقة ومواد أولية (DGEMP) في فرنسا، في «التقرير السنوي عن صناعة النفط والغاز في عام 2009،» إلى وجود تأثيرات بيئية هامة.
في هذا الصدد، طلب أصدقاء الأرض السلطات لضمان الامتثال لمبدأ الحذر من الأخطار ونشر دراسة شاملة عن المخاطر الصحية والبيئية المرتبطة باستغلال الغاز الصخري.والطلب من الشركات بوقف نشاطها كليا ونهائيا الخاص بإنتاج الغاز الصخري، وتحويل استثماراتها إلى إنتاج طاقات متجددة وإلى النجاعة الطاقية، وطلب عدم تمويل المشاريع الخاصة بالغاز الصخري من البنوك.

### الاقتصاد الجيد
الهدف هو طلب من الفاعلين الممولين، بالأخذ بعين الاعتبار العواقب الوخيمة على البيئة والإنسان.
- المؤسسات المالية الدولية:

و قد عزز أصدقاء الأرض الحملة الدولية (حررونا من الأحفور) ضد المشاريع الاقتصادية حول الطاقة الأحفورية الممولة من البنك الدولي. وطلبت الجمعية أيضا من فرنسا وقف كل تمويل موجه لإنتاج الطاقة الأحفورية وتركيز أنشطتها حول الطاقات المتجددة والنجاعة الطاقية.
```
وقد تابعت جمعية أصدقاء الأرض حملتها كذلك على البنك الأوربي للاستثمار (BEI) والبنك العمومي للاتحاد الأوربي، المشاركين في مجموعة من مشاريع المعادن بأفريقيا. وتعتبر الجمعية وقف تمويل موباني كانتصار لها، وكذلك توقف البنك الأوربي للاستثمار عن دعم مشاريع لشركة جلن كور السويسرية بسبب نتائج تحقيق خارجي يدين التجاوزات الخطيرة للشركات المتعددة الجنسية، وقد بثث 
فرنسا 5
 فيلم وثائقي لهذا الحدث «زامبيا: من المستفيد من النحاس.»
```

- البنوك الخاصة:

هذه الحملة خصت البنوك الخاصة وكوفاس، حيث قام أصدقاء الأرض باستجواب بنوك الاستثمار حول المساهمات غير المباشرة ي الأنشطة النووية وفي الأزمة المناخية التي نعيشها. وتمثلت الحملة أيضا في توزيع الصحف بمقالات ساخرة حول التمويل النووي أمام مقر منظمة التعاون والتنمية في باريس، وحملة (بنوكنا) بشراكة مع (اطاك) حيث طالبت الجمعية عشرات المجموعات المصرفية بتقييم وضعها الاجتماعي والبيئي والاقتصادي، وتم نشر تقرير «البنوك تحت ضغط المواطنين: حان وقت المساءلة».
- المسؤولية الاجتماعية والبيئية للشركات:

بالنسبة للجمعية، كل الشركات مسئولة عن تصرفات أجهزتها (وخاصة الفروع التابعة لها) وعلى الأخطار، خصوصا تلك المرتبطة بحقوق الإنسان، والصحة والبيئة، المرتبطة بإنتاجها وسلسلة الإنتاج وخدمات التوزيع. وكرد على فشل الامتثال الطوعي في مادة RSEE ، دعت جمعية أصدقاء الأرض إلى فرض قوانين جائرة ورادعة على الشركات المتعددة الجنسية، خصوصا في دول الجنوب حيث تنشط كثيرا ولها أنشطة قوية هناك. في هذا الإطار ومن خلال العمل في حملة CRAD40 وجوائز بينيشيو.
CRAD40 : قاد أصدقاء الأرض حملة «لنطيع أقنعة جراد 40» تدعو إلى تشريع يجعل الشركات الأم المسؤولة قانونا عن أنشطة الشركات التابعة في لها الخارج، لهذه الحملة هدف التوقيع على العريضة ودعوة نواب فرنسيون إلى تعزيز الإطار القانوني المحدد للشركات متعددة الجنسيات.
جائزة بينيشيو- Prix Pinocchio :
منذ 2008، وضعت جوائز بينوكيو للتنمية المستدامة لهدف فضح وشجب التأثير السلبي لبعض الشركات الفرنسية، وإجمالا في تعارض مع مبدأ التنمية المستدامة التي يرفعونها كل يوم.
ومن أجل فضح هذا التفاوت بين الخطاب الأنيق من جهة والحقيقة الواقعية لأفعال الشركات من جهة ثانية، منحت جمعية أصدقاء الأرض ثلاث جوائز بينوكيو التي تشيرا بطبيعة الحال إلى الدمية الخشبية الشهيرة وذات تصور جد شخصي وحقيقي:
* فئة: «أكثر خضرة من الأخضر»: جائزة موجهة إلى الشركة التي قامت بحملة إعلامية سيئة ومضللة لأنشطتها الفعلية.
* فئة: «واحدة للجميع، والجميع لي !» جائزة موجهة إلى الشركة ذات السياسة الأكثر عدوانية من حيث الملكية، الاستغلال المفرط، وتدمير الموارد الطبيعية.
* فئة:«يد متسخة، جيب ممتلئ»: جائزة موجهة إلى الشركة الأكثر تعتيما وكسبا للتأييد.

## منشورات

### الحوت
الحوت هي مجلة الجمعية. وتنشر تحقيقات الجمعية حول مشاكل البيئة الايكولوجية والاجتماعية.وتخبر أيضا حول موضوع نشاطاتها وحلفائها على المستوى المحلي والوطني والدولي.

## حلفاء
مختلف حملات الجمعية تمت بشراكة مع مجموعة من المنظمات من بينها: CRID، شبكة حركة المناخ، شبكة بذور الفلاحين، شبكة الانتشار النووي، قتالية مونسانتو، الطبيعة والتقدم.